# 明德尔海姆
明德尔海姆（德語：Mindelheim，發音：[ˈmɪndl̩ˌhaɪm] ⓘ）是德国巴伐利亚州施瓦本行政区下阿尔高县的城市，也是下阿尔高县的县治，面积56.42平方千米，2023年12月31日人口为16,226人。

## 友好城市
明德海姆与以下城市结为友好城市：
- 法國 佩阿日堡（1961年）
- 英国 東格林斯特德（1994年）
- 西班牙 圣费利乌-德吉绍尔斯（1994年）
- 奥地利 施瓦茨（1990年）
- 義大利 泰尔梅诺-苏拉斯特拉达-德尔维诺（1994年）
- 義大利 韦尔巴尼亚（1994年）